# Leah Chishugi
Leah Chishugi (1976) és una supervivent tutsi del Genocidi de Ruanda, escriptora i impulsora d'iniciatives humanitàries. Va fundar l'entitat catitativa Everything is a Benefit, que fa campanyes amb i per als supervivents de les víctimes de violacions i altres violacions dels drets humans que hi va haver durant el primer i el segon conflicte civil a la República Democràtica del Congo (RDC).
Va néixer en una família i va créixer amb nou germans. La va marcar estar a l'aeroport de Kigali el 6 d'abril de 1994 quan el president Juvénal Habyarimana va ser assassinat. Va créixer a Goma, una ciutat de la RDC, just a la frontera amb Ruanda. Als disset anys es va traslladar a Ruanda i es va casar i va donar a llum un fill. El 1994 va fugir del genocidi que es va produir a Ruanda en aquell moment i es va refugiar a la Gran Bretanya. El 2008 va tornar a casa per lliurar aliments i medicaments i va espavilar-se amb el que va trobar i va començar a entrevistar supervivents de violacions als pobles que va visitar. Va anar a Bukavu i després a Walungu, en unes circumstàncies difícils, la carretera es va tornar impossible. Va explicar que "els boscos estaven plens de cadàvers" i durant un període de dos mesos va entrevistar aproximadament 500 supervivents de violacions. Va documentar les edats, els noms i els llocs on es van produir els atacs, així com l'etnicitat dels autors. El supervivent més jove que va documentar tenia un any i el més gran tenia noranta anys. A la dècada del 2010 resideix a Londres i treballa com a infermera.
El 2010 va escriure, A Long Way From Paradise: Surviving The Rwandan Genocide (Un llarg camí des del paradís, sobreviure al genocidi de Ruanda) que és un relat de com es va escapar del genocidi.